# Stella Maessen
Stella Maessen znana również jako Stella i Stella Mason (ur. 6 sierpnia 1953 w Zandvoort) – holenderska wokalistka pop. Reprezentantka Holandii podczas 15. edycji oraz Belgii podczas 22. i 27. edycji Konkursu Piosenki Eurowizji.

## Kariera

### Hearts of Soul

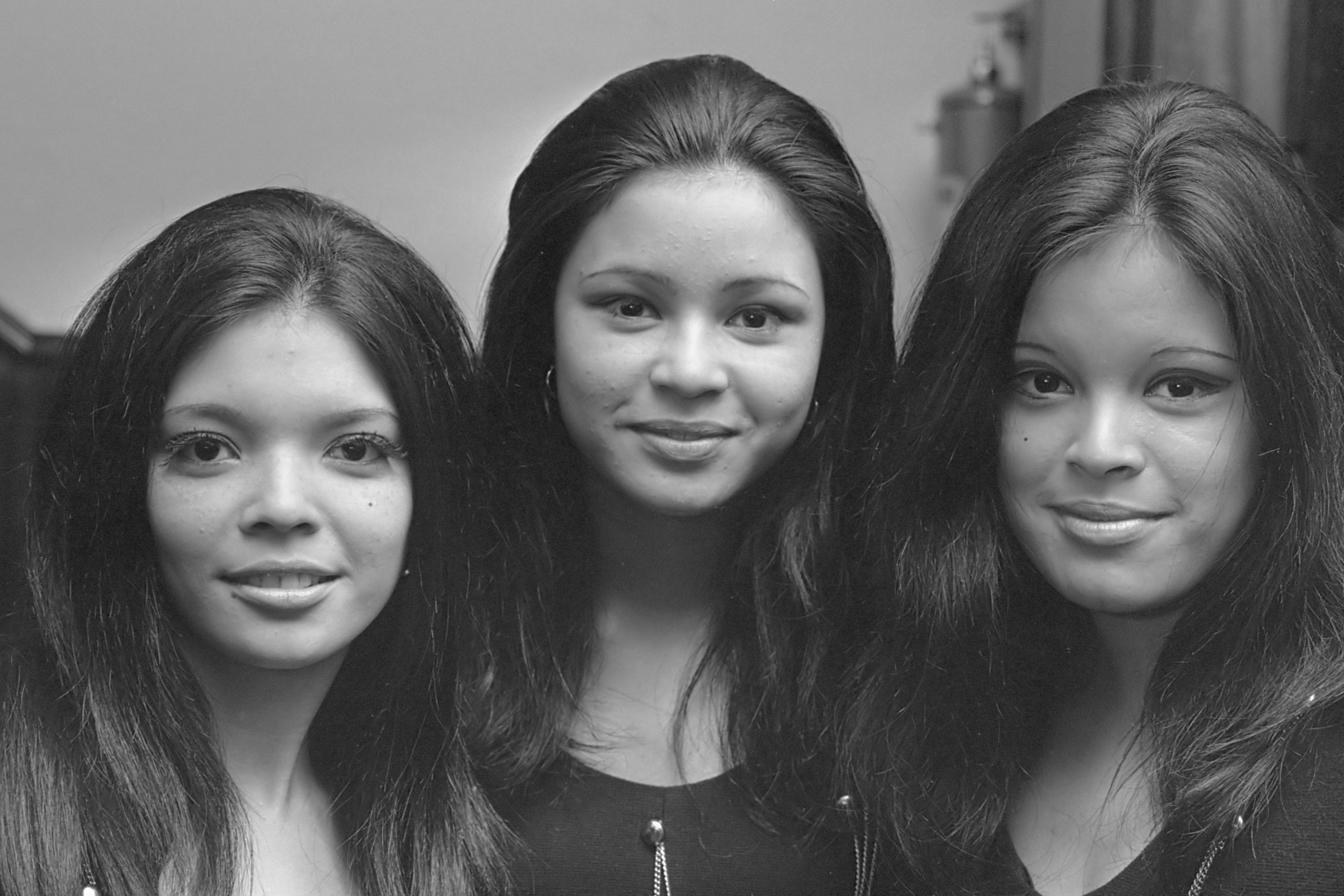
Zespół „Hearts of Soul” podczas preselekcji do Eurowizji w 1970 roku.

W 1969 roku wraz ze starszymi siostrami - Patricią i Biancą założyła zespół Hearts of Soul. Po wydaniu kilku singli (w tym „Fat Jack”, który osiągnął 11 pozycją na holenderskiej liście przebojów) zespół wziął udział w krajowych preselekcjach do  Konkursu Piosenki Eurowizji. Piosenka „Waterman” 21 marca wygrała kwalifikacje, stając się tym samym reprezentującą Holandię podczas konkursu w 1970. Zespół musiał jednak wystąpić pod zmienioną nazwą - „Patricia and the Hearts of Soul”. Wszystko przez ówczesny regulamin, który zabraniał udziału zespołom. Zarówno Stella jak i Bianca wystąpiły podczas konkursu w roli chórku. Spośród 12 uczestniczących reprezentacji, Holandia zajęła 7 lokatę, z dorobkiem 7 punktów. 

### Dream Express
W 1973 siostry przeprowadziły się do sąsiadującej Belgii, gdzie początkowo pracowały jako wokalistki wspierające. Wkrótce Bianca poślubiła belgijskiego piosenkarza – Luca Smetsa, a cała czwórka założyła nowy zespół pod nazwą Dream Express. Zespół szybko zyskał popularność m.in. za sprawą piosenki „Dream Express” (od nazwy grupy), która zdobyła 2 pozycję na flamandzkiej liście przebojów w 1976 roku. W 1977 roku siostry ponownie tym razem w powiększonym składzie i w belgijskich preselekcjach zgłosiły chęć udziału w Konkursie Piosenki Eurowizji. Dream Express wygrał eliminacje i wraz z piosenką „A Million In One, Two, Three” uzyskał ostatecznie 69 punktów i 7 miejsce na 17 uczestników międzynarodowego festiwalu. Wynik był jednak dla Belgów rozczarowujący. W 1979 Patricia opuściła zespół, a członkowie dawnego zespołu występowali jako LBS aż do roku 1981.

### Kariera solowa
W 1981 roku Maessen po raz drugi wzięła udział w belgijskich eliminacjach do Konkursu Piosenki Eurowizji. Piosenka „Veel te veel” dostała się do finału, lecz ostatecznie ich nie wygrała. Rok później piosenkarka zgłosiła się do kolejnej edycji selekcji, z francuskojęzycznym utworem „Si tu aimes ma musique”, dzięki któremu została reprezentantką kraju podczas 27. edycji Konkursu Piosenki Eurowizji. W finale festiwalu piosenka zajęła 4 miejsce, zdobywając łącznie 96 punktów. Jako jedyna spośród wszystkich konkursowych propozycji zdobyła punkty od wszystkich uczestniczących krajów (zwycięskie Niemcy nie otrzymały żadnych punktów od Luksemburga).
Maessen nadal koncertowała i nagrywała aż do 1988 roku, kiedy został wydany jej ostatni singel - „Flashlight”. W listopadzie 2010 roku Stella wraz z siostrą Biancą (starsza z sióstr, Patricia zmarła  15 maja 1996 wskutek udaru mózgu) wydała nowy singel ponownie jako „Hearts of Soul” - „Suddenly You”.